# Puiseux-en-Bray
Puiseux-en-Bray település Franciaországban, Oise megyében. Lakosainak száma 397 fő (2022. január 1.). Puiseux-en-Bray Le Coudray-Saint-Germer, Lalande-en-Son, Saint-Germer-de-Fly, Saint-Pierre-es-Champs és Talmontiers községekkel határos.

## Népesség
A település népességének változása:
| Lakosok száma | 418  | 422  | 427  | 420  | 415  | 411  | 407  | 402  | 397  |
|               | 2013 | 2015 | 2016 | 2017 | 2018 | 2019 | 2020 | 2021 | 2022 |